# Campionati mondiali di sci d'erba 2011
La diciassettima edizione dei Campionati mondiali di sci d'erba si sono svolti in Svizzera, a Goldingen, dal 31 agosto al 4 settembre 2011.

## Risultati

### Uomini

#### Supergigante
| Posizione | Atleta               | Nazione   | Tempo |
| --------- | -------------------- | --------- | ----- |
| 1         | Jan Nemec            | Rep. Ceca | 25.77 |
| 2         | Jan Gardavsky        | Rep. Ceca | 26.06 |
| 3         | Mirko Hueppi         | Svizzera  | 26.10 |
| 4         | Fausto Cerentin      | Italia    | 26.30 |
| 5         | Martin Stepanek      | Rep. Ceca | 26.32 |
| 6         | Edoardo Frau         | Italia    | 26.41 |
| 7         | Stefan Portmann      | Germania  | 26.47 |
| 8         | Seyed Morteza Jafari | Iran      | 26.65 |
| 9         | Domenic Senn         | Svizzera  | 26.69 |
| 9         | Marc Zickbauer       | Austria   | 26.79 |

Data: Mercoledì, 31 agosto 2011

Ore: 16:00

Partenza: 956 m, arrivo: 840 m

Dislivello: 116 m

#### Slalom
| Posizione | Atleta           | Nazione    | Tempo   |
| --------- | ---------------- | ---------- | ------- |
| 1         | Domenic Senn     | Svizzera   | 54.04   |
| 2         | Jacob Rest       | Austria    | 54.15   |
| 3         | Michael Stocker  | Austria    | 54.22   |
| 4         | Patrick Menge    | Svizzera   | 56.96   |
| 5         | Tetsuya Yashima  | Giappone   | 57.34   |
| 6         | Matteo Battocchi | Italia     | 1:00.85 |
| 7         | Michal Pohl      | Rep. Ceca  | 1:01.05 |
| 8         | Lukas Ohradka    | Slovacchia | 1:02.78 |
| 9         | Yoshiyuki Tanaka | Giappone   | 1:04.58 |
| 10        | Marcel Knapp     | Germania   | 1:04.62 |

Data: Venerdì, 2 settembre 2011

Ore: 10:30

Partenza: 938 m, arrivo: 840 m

Dislivello: 98 m

#### Supercombinata
| Posizione | Atleta           | Nazione   | Tempo |
| --------- | ---------------- | --------- | ----- |
| 1         | Mirko Hueppi     | Svizzera  | 47.35 |
| 2         | Edoardo Frau     | Italia    | 47.58 |
| 3         | Marc Zickbauer   | Austria   | 47.72 |
| 4         | Martin Stepanek  | Rep. Ceca | 47.90 |
| 4         | Stefan Portmann  | Germania  | 47.90 |
| 6         | Domenic Senn     | Svizzera  | 48.36 |
| 6         | Lukas Kolouch    | Rep. Ceca | 48.36 |
| 8         | Michael Stocker  | Austria   | 48.38 |
| 9         | Benjamin Bennett | Germania  | 48.45 |
| 10        | Daichi Shintani  | Giappone  | 48.64 |

Data: Sabato, 3 settembre 2011

Ore: 12:30

Partenza: 938/943 m, arrivo: 840 m

Dislivello: 98/103 m

#### Gigante
| Posizione | Atleta          | Nazione   | Tempo |
| --------- | --------------- | --------- | ----- |
| 1         | Edoardo Frau    | Italia    | 47.54 |
| 2         | Jan Nemec       | Rep. Ceca | 47.83 |
| 3         | Fausto Cerentin | Italia    | 47.99 |
| 4         | Jan Gardavsky   | Rep. Ceca | 48.05 |
| 5         | Stefan Portmann | Germania  | 48.15 |
| 6         | Michael Stocker | Austria   | 48.36 |
| 7         | Martin Stepanek | Rep. Ceca | 48.40 |
| 8         | Mirko Hueppi    | Svizzera  | 48.53 |
| 9         | Domenic Senn    | Svizzera  | 48.98 |
| 10        | Marc Zickbauer  | Austria   | 49.08 |

Data: Domenica, 4 settembre 2011

Ore: 10:00

Partenza: 943 m, arrivo: 840 m

Dislivello: 103 m

## Risultati

### Donne

#### Supergigante
| Posizione | Atleta             | Nazione    | Tempo |
| --------- | ------------------ | ---------- | ----- |
| 1         | Barbara Mikova     | Slovacchia | 28.25 |
| 2         | Yukiyo Shintani    | Giappone   | 28.54 |
| 3         | Ingrid Hirschhofer | Austria    | 28.71 |
| 4         | Antonella Manzoni  | Italia     | 28.77 |
| 5         | Zuzana Gardavska   | Rep. Ceca  | 28.79 |
| 6         | Anna Lena Portmann | Germania   | 29.15 |
| 7         | Bianca Lenz        | Germania   | 30.10 |
| 8         | Petra Ivankova     | Rep. Ceca  | 30.23 |
| 9         | Shiori Obatake     | Giappone   | 30.82 |
| 10        | Daniela Kruckel    | Austria    | 31.54 |

Data: Mercoledì, 31 agosto 2011

Ore: 16:00

Partenza: 956 m, arrivo: 840 m

Dislivello: 116 m

#### Slalom
| Posizione | Atleta             | Nazione       | Tempo   |
| --------- | ------------------ | ------------- | ------- |
| 1         | Shiori Obatake     | Giappone      | 1:08.24 |
| 2         | Zuzana Gardavska   | Rep. Ceca     | 1:13.67 |
| 3         | Ingrid Hirschhofer | Austria       | 1:18.78 |
| 4         | Jasmin Huber       | Germania      | 1:18.94 |
| 5         | Ilaria Sommavilla  | Italia        | 1:19.54 |
| 6         | Dominika Dudikova  | Rep. Ceca     | 1:27.30 |
| 7         | Eva Fabianova      | Rep. Ceca     | 1:31.07 |
| 8         | Antonella Manzoni  | Italia        | 1:59.01 |
| 9         | Hsin-Yi Lee        | Taipei cinese | 3:23.66 |

Data: Venerdì, 2 settembre 2011

Ore: 10:30

Partenza: 938 m, arrivo: 840 m

Dislivello: 98 m

#### Supercombinata
| Posizione | Atleta            | Nazione   | Tempo   |
| --------- | ----------------- | --------- | ------- |
| 1         | Bianca Lenz       | Germania  | 55.29   |
| 2         | Daniela Kruckel   | Austria   | 1:03.25 |
| 3         | Jasmin Huber      | Germania  | 1:10.52 |
| 4         | Antonella Manzoni | Italia    | 1:16.14 |
| 5         | Petra Ivankova    | Rep. Ceca | 1:28.78 |

Data: Sabato, 3 settembre 2011

Ore: 12:30

Partenza: 938/943 m, arrivo: 840 m

Dislivello: 98/103 m

#### Gigante
| Posizione | Atleta            | Nazione    | Tempo |
| --------- | ----------------- | ---------- | ----- |
| 1         | Barbara Mikova    | Slovacchia | 50.89 |
| 2         | Zuzana Gardavska  | Rep. Ceca  | 51.49 |
| 3         | Ilaria Sommavilla | Italia     | 51.60 |
| 4         | Yukiyo Shintani   | Giappone   | 52.90 |
| 5         | Bianca Lenz       | Germania   | 53.80 |
| 6         | Petra Ivankova    | Rep. Ceca  | 54.44 |
| 7         | Shiori Obatake    | Giappone   | 54.54 |
| 8         | Irina Ernst       | Svizzera   | 55.72 |
| 9         | Jasmin Huber      | Germania   | 56.78 |
| 10        | Dominika Dudikova | Rep. Ceca  | 56.95 |

Data: Domenica, 4 settembre 2011

Ore: 10:00

Partenza: 943 m, arrivo: 840 m

Dislivello: 103 m

## Medagliere per nazioni
| Nazione    | Oro | Argento | Bronzo | Totale |
| ---------- | --- | ------- | ------ | ------ |
| Svizzera   | 3   | 0       | 1      | 4      |
| Slovacchia | 2   | 0       | 0      | 2      |
| Rep. Ceca  | 1   | 4       | 0      | 5      |
| Italia     | 1   | 1       | 2      | 4      |
| Giappone   | 1   | 1       | 0      | 2      |
| Austria    | 0   | 2       | 4      | 6      |
| Germania   | 0   | 0       | 1      | 1      |